# Kommissionen Barroso II
Kommissionen Barroso II ledde Europeiska kommissionen från den 10 februari 2010 till att den avlöstes av kommissionen Juncker den 1 november 2014. Dess ordförande var portugisen José Manuel Durão Barroso, som även ledde kommissionen Barroso I 2004–2010. Därtill bestod kommissionen av ytterligare 27 kommissionärer, bland annat förste vice ordförande och tillika höga representanten för utrikes frågor och säkerhetspolitik Catherine Ashton samt den svenska kommissionären Cecilia Malmström.
När kommissionen Barroso II avlade sin tillträdelseförklaring inför Europeiska unionens domstol den 3 maj 2010 svor de att följa Europeiska unionens fördrag och att handla helt oavhängigt under sin mandatperiod. För första gången svor de tillträdande kommissionärerna även att respektera rättighetsstadgan.

## Historia
Barroso meddelade den 9 juni 2009, två dagar efter Europaparlamentsvalet 2009 hade avslutats, att han sökte stöd för ytterligare en mandatperiod som ordförande för Europeiska kommissionen. Den 18 juni 2009 ställde sig Europeiska rådet, bestående av medlemsstaternas stats- och regeringschefer, enhälligt bakom Barroso som ordförande för ytterligare en mandatperiod. Den 18 september 2009 godkände Europaparlamentet slutligen Barroso som ordförande för kommissionen för en andra mandatperiod. I den slutna omröstningen ställde sig 382 för, 219 emot och 117 avstod från att rösta.
På grund av att det fortfarande var oklart om Lissabonfördraget skulle träda i kraft, fortsatte den första kommissionen Barroso med ett interimsmandat efter den 1 november 2009. Den 1 december 2009 utsåg Europeiska rådet Catherine Ashton till den nya befattningen som Europeiska unionens höga representant för utrikes frågor och säkerhetspolitik för resterande delen av den innevarande mandatperioden. Den 4 december 2009 utsåg Europeiska rådet Catherine Ashton till hög representant även för den nästkommande mandatperioden, det vill säga fram till och med den 31 oktober 2014. Hennes roll som vice ordförande i den tillträdande kommissionen skulle hon dock inte kunna tillträda förrän efter Europaparlamentets godkännande av den tillträdande kommissionen i sin helhet.
Den 4 december 2009 antog Europeiska unionens råd, i samförstånd med den valda ordföranden för kommissionen, en förteckning över förslaget till övriga ledamöter av den nya kommissionen. I januari 2010 påbörjades Europaparlamentets utfrågning av de föreslagna kommissionärerna. Precis som vid utfrågningen 2004, tvingades Barroso till att ändra sitt ursprungliga förslag, främst på grund av parlamentets kritik mot den föreslagna kommissionären Rumjana Zjeleva. Zjeleva ersattes av Kristalina Georgieva. Den 22 januari 2010 antog rådet, i samförstånd med den valda ordföranden för kommissionen, en ny förteckning över förslaget till övriga ledamöter av den nya kommissionen. Det nya förslaget godkändes av Europaparlamentet den 9 februari 2009, utsågs samma dag av Europeiska rådet och tillträdde dagen därpå.
Den 1 juli 2013 tillkom även Neven Mimica som kommissionär på grund av Kroatiens anslutning till unionen.

## Sammansättning
|  | Europeiskt parti                                                   | Kommissionärer |
|  | ------------------------------------------------------------------ | -------------- |
|  | Europeiska folkpartiet (EPP)                                       | 13             |
|  | Europeiska liberala, demokratiska och reformistiska partiet (ELDR) | 8              |
|  | Europeiska socialdemokratiska partiet (PES)                        | 7              |
|  | Totalt                                                             | 28             |

Den andra Barroso-kommissionen består, liksom den första, av en ledamot från samtliga 28 medlemsstater. Ordförande är José Manuel Durão Barroso och kommissionen bestod ursprungligen därutöver av sju vice ordförande och nitton övriga ledamöter. Tretton av kommissionens ledamöter ingick också i den första Barroso-kommissionen.
Kommissionen Barroso II domineras av kristdemokratiska/konservativa Europeiska folkpartiet med 13 ledamöter. I motsats till Barrosos första kommissionen har Europeiska liberala, demokratiska och reformistiska partiet fler ledamöter än Europeiska socialdemokratiska partiet. 

### Ledamöter
|  |                | Stat           | Post            | Namn                    | Medlem från     | Medlem till | Nationellt parti | Europeiskt parti | Ansvarsområde                                                      |
|  | -------------- | -------------- | --------------- | ----------------------- | --------------- | ----------- | ---------------- | ---------------- | ------------------------------------------------------------------ |
|  | Belgien        | Belgien        | Ledamot         | Karel De Gucht          | 2009-07-17      |             | VLD              | ELDR             | Handel                                                             |
|  | Bulgarien      | Bulgarien      | Ledamot         | Kristalina Georgieva    | 2010-02-10      |             | GERB             | EPP              | Internationellt samarbete, humanitärt bistånd och krishantering    |
|  | Cypern         | Cypern         | Ledamot         | Androulla Vassiliou     | 2008-04-10      |             | ED               | ELDR             | Utbildning, kultur, flerspråkighet och ungdom                      |
|  | Danmark        | Danmark        | Ledamot         | Connie Hedegaard        | 2010-02-10      |             | KF               | EPP              | Klimatfrågor                                                       |
|  | Estland        | Estland        | Vice ordförande | Siim Kallas             | 2004-05-01      |             | ER               | ELDR             | Transport                                                          |
|  | Finland        | Finland        | Vice ordförande | Olli Rehn               | 2004-07-12      | 2014-07-01  | C                | ELDR             | Ekonomiska och monetära frågor                                     |
|  | Finland        | Finland        | Ledamot         | Jyrki Katainen          | 2014-07-18      |             | Saml             | ELDR             | Ekonomiska och monetära frågor                                     |
|  | Frankrike      | Frankrike      | Ledamot         | Michel Barnier          | 2010-02-10      |             | UMP              | EPP              | Inre marknaden och tjänster                                        |
|  | Grekland       | Grekland       | Ledamot         | Maria Damanaki          | 2010-02-10      |             | PASOK            | PES              | Havsfrågor och fiske                                               |
|  | Irland         | Irland         | Ledamot         | Máire Geoghegan-Quinn   | 2010-02-10      |             | FF               | ELDR             | Forskning, innovation och vetenskap                                |
|  | Italien        | Italien        | Vice ordförande | Antonio Tajani          | 2008-05-09      | 2014-07-01  | PdL, FI          | EPP              | Näringsliv och företagande                                         |
|  | Italien        | Italien        | Ledamot         | Ferdinando Nelli Feroci | vald 2014-07-16 |             | partilös         |                  | Näringsliv och företagande                                         |
|  | Kroatien       | Kroatien       | Ledamot         | Neven Mimica            | 2013-07-01      |             | SDP              | PES              | Konsumentpolitik                                                   |
|  | Lettland       | Lettland       | Ledamot         | Andris Piebalgs         | 2004-11-22      |             | LPP/LC, partilös | EPP              | Utvecklingsbistånd                                                 |
|  | Litauen        | Litauen        | Ledamot         | Algirdas Šemeta         | 2009-07-01      |             | TS-LKD           | EPP              | Skatter och tullar, revision och bedrägeribekämpning               |
|  | Luxemburg      | Luxemburg      | Vice ordförande | Viviane Reding          | 1999-09-16      | 2014-07-01  | CSV              | EPP              | Rättvisa, grundläggande rättigheter och medborgarskap              |
|  | Luxemburg      | Luxemburg      | Ledamot         | Martine Reicherts       | 2014-07-18      |             | partilös         |                  | Rättvisa, grundläggande rättigheter och medborgarskap              |
|  | Malta          | Malta          | Ledamot         | John Dalli              | 2010-02-10      | 2012-10-16  | PN               | EPP              | Hälsa och konsumentpolitik                                         |
|  | Malta          | Malta          | Ledamot         | Tonio Borg              | 2012-11-28      |             | PN               | EPP              | Hälsa                                                              |
|  | Nederländerna  | Nederländerna  | Vice ordförande | Neelie Kroes            | 2004-11-22      |             | VVD              | ELDR             | Digital dagordning                                                 |
|  | Polen          | Polen          | Ledamot         | Janusz Lewandowski      | 2010-02-10      | 2014-07-01  | PO               | EPP              | Ekonomisk planering och budget                                     |
|  | Polen          | Polen          | Ledamot         | Jacek Dominik           | vald 2014-07-16 |             | PO               | EPP              | Ekonomisk planering och budget                                     |
|  | Portugal       | Portugal       | Ordförande      | José Manuel Barroso     | 2004-11-22      |             | PSD              | EPP              | Ordförande                                                         |
|  | Rumänien       | Rumänien       | Ledamot         | Dacian Cioloș           | 2010-02-10      |             | PD-L             | EPP              | Jordbruk och landsbygdsutveckling                                  |
|  | Slovakien      | Slovakien      | Vice ordförande | Maroš Šefčovič          | 2009-10-01      |             | Smer-SD          | PES              | Kontakter mellan institutionerna och administration                |
|  | Slovenien      | Slovenien      | Ledamot         | Janez Potočnik          | 2004-05-01      |             | LDS              | ELDR             | Miljö                                                              |
|  | Spanien        | Spanien        | Vice ordförande | Joaquín Almunia         | 2004-04-24      |             | PSOE             | PES              | Konkurrens                                                         |
|  | Storbritannien | Storbritannien | Vice ordförande | Catherine Ashton        | 2008-10-06      |             | Labour           | PES              | Unionens höga representant för utrikes frågor och säkerhetspolitik |
|  | Sverige        | Sverige        | Ledamot         | Cecilia Malmström       | 2010-02-10      |             | FP               | ELDR             | Inrikes frågor med migration, inrikessäkerhet och polis            |
|  | Tjeckien       | Tjeckien       | Ledamot         | Štefan Füle             | 2010-02-10      |             |                  | PES              | Utvidgning och grannskapspolitik                                   |
|  | Tyskland       | Tyskland       | Ledamot         | Günther Oettinger       | 2010-02-10      |             | CDU              | EPP              | Energi                                                             |
|  | Ungern         | Ungern         | Ledamot         | László Andor            | 2010-02-10      |             | MZSP             | PES              | Sysselsättning, socialpolitik och inkludering                      |
|  | Österrike      | Österrike      | Ledamot         | Johannes Hahn           | 2010-02-10      |             | ÖVP              | EPP              | Regionalpolitik                                                    |

## Kommissionens politik
Förslag från kommissionen Barroso II som genomfördes under kommissionens mandatperiod: (ej komplett lista)
- Gradvis sänkning av roamingavgifterna för mobiltelefoni
- Omarbetning av asylpolitiken, inklusive Dublinförordningen, Eurodacförordningen, asylprocedurdirektivet, skyddsgrundsdirektivet och mottagandedirektivet
- "Redingrättigheterna", en europeisk variant av Mirandavarningen

Förslag från kommissionen Barroso II som inte genomfördes under kommissionens mandatperiod: (ej komplett lista)
- Inrättande av Europeiska åklagarmyndigheten för att ta itu med bedrägeri relaterat till unionens budget

## Dalliaffären
Den 16 oktober 2012 avgick kommissionären John Dalli efter att antikorruptionsbyrån OLAF hade presenterat en rapport för kommissionens ordförande José Manuel Barroso där Dalli utpekades som passivt delaktig i en muthärva. Dalli förnekade själv anklagelserna men lämnade sin post som kommissionär, vilket därmed var den första att avgå på grund av en politisk skandal sedan 1999, då hela kommissionen Santer avsattes. Efter att Europaparlamentet hade givit sitt godkännande, utsågs Tonio Borg till Dallis efterträdare den 28 november 2012 av Europeiska unionens råd i samförstånd med kommissionens ordförande.